# John McTiernan

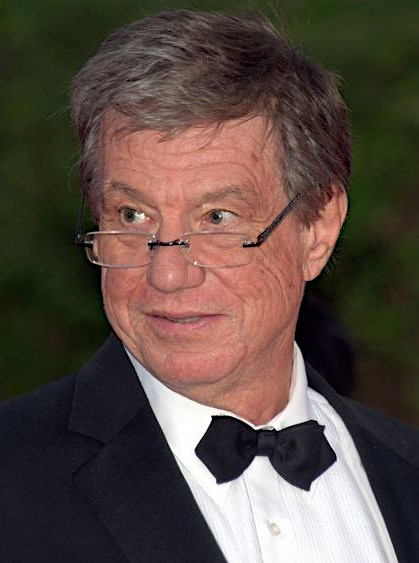
John McTiernan

John McTiernan (Albany (New York), 18 januari 1951) is een Amerikaans filmregisseur die gespecialiseerd is in het maken van actiefilms. Hij wordt gezien als een grootmeester in dit genre. 
McTiernan studeerde eerst aan de New York Filmacademy en ging daarna werken als reclameregisseur. In 1985 had hij een onverwachts grote hit met de low-budget film Nomads, deze onafhankelijk gemaakte film lanceerde zijn Hollywood-carrière en nog geen jaar later maakte McTiernan de big-budget actiefilm Predator, met Arnold Schwarzenegger in de hoofdrol. De film was een succes en liet meteen zien waar McTiernan vooral goed in is: het scheppen van een akelige beklemmende sfeer. 
McTiernan bereikte het hoogtepunt van zijn carrière met de actieklassieker Die Hard (1988). Deze lanceerde de carrière van Bruce Willis en bracht een hele stroom soortgelijke actiefilms op gang. Het succes werd door McTiernan opnieuw geëvenaard met The Hunt for Red October (1990). 
Hierna ging het even bergafwaarts met films als Medicine Man (1992) en Last Action Hero (1993), maar McTiernan wist zich te herstellen met de actiefilm Die Hard with a Vengeance. In 1999 regisseerde hij de remake van The Thomas Crown Affair.
McTiernan was lange tijd verwikkeld in een rechtszaak, vanwege liegen tegen de FBI over de crimineel Anthony Pellicano. Eind 2007 zat hij daarvoor vier maanden celstraf uit.
- Biblioteca Nacional de España: XX1297053
- Bibliothèque nationale de France: cb12428731p (data)
- CiNii: DA10644418
- Gemeinsame Normdatei: 119155095
- International Standard Name Identifier: 0000 0001 2142 277X
- Library of Congress Control Number: n86842235
- Nationale Bibliotheek van Tsjechië: xx0083423
- Nationale Bibliotheek van Israël: 987007432798905171
- Nationale Bibliotheek van Polen: a0000001681506
- Nederlandse Thesaurus van Auteursnamen: 087225689
- SNAC: w6ww8dnc
- Système universitaire de documentation: 079489540
- Virtual International Authority File: 85851182
- WorldCat: E39PBJm9dDbdMVJWXjmPTrvCQq